# Didogobius splechtnai
Didogobius splechtnai — рід риб родини Бичкових (Gobiidae). Морська тропічна демерсальна риба, що сягає 2,3 см довжиною.
Зустрічається у Середземному морі біля берегів Іспанії та Італії.

## Посиалння
- Froese R., Pauly D. (eds.) (2020). Didogobius splechtnai на FishBase. Версія за січень 2020 року.